# Det lollandske dige
Det lollandske dige er et dige på Lollands sydkyst, der blev anlagt fra 1873-1878 for at beskytte dele af Lolland mod oversvømmelse. Det er Danmarks længste dige.
Diget blev opført efter stormfloden 1872, der oversvømmede store dele af Lolland-Falster og druknede 80 mennesker, og i 1873 blev der vedtaget en lov om opførsel af nye digeanlæg. Loven omfattede også det falsterske dige, som stod færdigt allerede i 1875. Det var den største kystsikring i Danmarkshistorien.
Allerede i 1830'erne var man begyndt at inddæmme Lolland, men allerede under en stormflod i 1838 viste de sig ikke at kunne holde vandstanden ude. Ved stormfloden i 1872 gik det særligt hårdt ud over områderne omkring Rødby Fjord og Nakskov Fjord. Diget blev anlagt fra Nakskov i vest, til Errindlev i øst, hvorved man inddæmmede Rødby Fjord, hvilket gjorde diget væsentligt kortere, end hvis man skulle have fulgt den oprindelige kystlinje. Diget er 63 km og 4-5 m højt. Det er et af de største digeinddæmninger i Danmark, og beskytter omkring 70 km2. Omkring 1/10 af området, der blev inddæmmet, lå under havets overflade og er blevet tørlagt ved hjælpe af pumpestationer. Anlægningsarbejdet blev forsinket i 1874 af endnu en stormflod. Omkring 600 mænd arbejdede på projektet, der også omfattede 24 km kanaler med brakgrøfter og 10 km dige inde i landet. Derudover blev der anlagt 27 sluser, hvor den største ligger ved Kramnitze, hvor også den største pumpestation ligger. Sammenlagt blev der flyttet 1,73 millioner kubikmeter jord.
Diget vedligeholdes i dag af et digelaug, og midlerne kommer fra en såkaldt digeskat, der omfatter 7.243 ejendomme. Digelauget har sin egen lov fra 1904. Udgifterne til digerne blev dog allerede med loven fra 1873 bestemt til at påhvile de berørte ejendomme. I stormfloden 2023 blev korte dele af diget kritisk beskadiget og var tæt på brud, især ved Errindlev.